# Верхогляд Микола Якович
Мико́ла Я́кович Верхогля́д (20 липня 1954, Миронівка, Київська область — 30 травня 2021, Київ) — український офіцер, командувач українського миротворчого контингенту в мусульманському анклаві Жепа під час війни у Боснії. Герой України.
Найбільш відомий тим, що під час наступу армії Республіки Сербської на мусульманські анклави Сребреницю та Жепу забезпечив евакуацію мирного населення Жепи. Водночас населення Сребрениці, де розміщувався голландський миротворчий контингент, не евакуювали, що стало причиною масових убивств, більш відомих як «різанина у Сребрениці».

## Біографія
Народився 20 липня 1954 року в Миронівці Київської області. Проходив навчання у Ташкентському танковому училищі, яке закінчив 1977 року. В 1989 році призначений начальником штабу танкового полку в м. Шалі в Чечні. 1992 року переїхав до України та склав присягу ЗСУ. Із 1992 по 1994 р. очолював штаб бригади охорони ГШ ЗС України. У 1995—1996 роках — командувач українського миротворчого контингенту в Боснії, заступник командувача миротворчого контингенту ООН у секторі «Сараєво» колишньої Югославії. Після повернення в Україну працював на різних посадах в Головному управлінні розвідки МО України. З грудня 2006 р. перебував у запасі.
Був одружений, мав доньку (1979 р. н.) і сина (1984 р. н.). Жив у Києві.
Помер 30 травня 2021 року в Києві від важкої форми Covid-19.

## Події в Жепі
Будучи командиром 2-ої спеціальної роти 240-го Окремого спеціального батальйону в липні 1995 року полковник Микола Якович Верхогляд  в надзвичайно складній обстановці, шляхом переговорів між воюючими сторонами, зумів організувати евакуацію близько 10 тисяч жителів демілітаризованої зони міста Жепа. 
За словами Верхогляда, як тільки автобус, що замикав колону, з мусульманами перетнув міст через річку, до анклаву відразу ж увійшли солдати Армії Республіки Сербської. Через якийсь час пролунав могутній вибух - вони висадили мечеть. 
Спеціальний посланник ООН в колишній Югославії екс-прем'єр-міністр Швеції Карл Більдт свого часу назвав операцію з евакуації населення Жепи "важливим успіхом ООН". За підсумками цієї операції генерал Гобіліард написав лист-подяку начальнику Генштабу ЗС України генерал-полковнику Лопаті А. В. 

## Нагороди
- Звання Герой України з удостоєнням ордена «Золота Зірка» (14 жовтня 2021, посмертно) — за особисту мужність і героїзм, виявлені під час виконання бойових та спеціальних завдань, вірність військовій присязі[3]
- Орден Богдана Хмельницького III ст. (24 серпня 2013) — за вагомий особистий внесок у захист державного суверенітету, забезпечення конституційних прав і свобод громадян, зміцнення економічної безпеки держави, високопрофесійне виконання службового обов'язку та з нагоди 22-ї річниці незалежності України[4]
- Медаль «За військову службу Україні» (18 серпня 1999) — за вагомий особистий внесок у забезпечення обороноздатності України, зразкове виконання військового обов'язку та з нагоди 8-ї річниці незалежності України[5]
- Нагороджений відзнаками міністра оборони України та багатьма медалями, в тому числі срібною медаллю міністра оборони Французької Республіки.